# 1890年逝世人物列表
1890年逝世人物列表：1月 - 2月 - 3月 - 4月 - 5月 - 6月 - 7月 - 8月 - 9月 - 10月 - 11月 - 12月
下面是1890年逝世的知名人士列表。

## 1月

### 1月2日
- 朱利安·加亞雷，西班牙歌劇演唱家

### 1月7日
- 奧古斯塔，威廉一世的皇后，德國皇帝

### 1月18日
- 西班牙國王阿玛迪奥一世

### 1月23日
- 艾米莉·簡·菲佛，威爾士詩人和慈善家

## 2月

### 2月18日
- 安德拉希·久洛，匈牙利政治家，匈牙利第四任總理

### 2月22日
- 約翰·雅各·阿斯特三世，美國商人
- 卡爾·海因里希·布洛赫，丹麥畫家

## 3月

### 3月3日
- Innocenzo da Berzo，義大利嘉布遣會修道士和祝福者

### 3月7日
- 卡爾·魯道夫·弗里登塔爾，普魯士政治家

### 3月9日
- 曼加爾達斯·納圖霍伊爵士，印度政治家

### 3月16日
- 蒙特內哥羅的佐卡，蒙特內哥羅國王尼古拉一世之长女。

### 3月23日
- 瑪麗·簡·卡茨曼，加拿大歷史學家

### 3月27日
- 卡爾·雅各·洛維希，德國化學家

## 4月

### 4月1日
- 大衛·威爾伯，美國政治家
- 亞歷山大·莫扎伊斯基，俄羅斯航空先驅

### 4月4日
- 皮埃爾·約瑟夫·奧利維爾·肖沃（Pierre-Joseph-Olivier Chauveau），加拿大政治家，魁北克省第一任總理[1]

### 4月11日
- 大衛·德·雅哈科布·洛佩茲·卡多佐，荷蘭塔木德教徒
- 约瑟夫·梅里克（《象人》），英國怪人

### 4月18日
- 帕維爾·布林斯基，波蘭雕塑家[2]

### 4月19日
- 詹姆斯·波洛克，美國政治家，賓夕法尼亞州州長

## 5月

### 5月22日
- 愛德華·馮·弗朗塞茨基，普魯士將軍

## 6月

### 6月1日
- 卡米洛·卡斯特洛·布蘭科，葡萄牙作家

### 6月24日
- 蘇巴羅，印度教神智學家

### 6月30日
- 撒母耳·派克曼·塔克曼，美國作曲家

## 7月

### 7月7日
- 亨利·内斯莱，瑞士糖果商和雀巢創始人

### 7月9日
- 克林頓·菲斯克，美國慈善家和節制活動家

### 7月13日
- John C. Frémont，美國探險家和軍官
- 約翰·沃爾德瑪律·詹森，愛沙尼亞記者和詩人

### 7月15日
- 戈特弗里德·凯勒，瑞士作家

### 7月25日
- 謝赫·穆罕默德·本·哈利法·本·薩勒曼·阿勒哈利法，巴林統治者

### 7月29日
- 文森特·梵高，荷蘭畫家

## 8月

### 8月6日
- 威廉·凯姆勒，美國殺人犯，第一個在電椅上被處決的人

### 8月10日
- 約翰·博伊爾·奧萊利，愛爾蘭出生的詩人、記者和小說作家

### 8月11日
- 若望·亨利·紐曼，英國羅馬天主教紅衣主教

### 8月27日
- 胡安·塞金，美國士兵和政治家

## 10月

### 10月4日
- 凱薩琳·布斯，救世軍之母

### 10月17日
- 朱利安·古托夫斯基，波蘭政治家

### 10月20日
- 理查德·弗朗西斯·伯顿，英國探險家、語言學家、士兵

### 10月26日
- 義大利作家卡洛·科洛迪（《匹諾曹歷險記》）

## 11月

### 11月3日
- 乌尔里希·奥克辛本，瑞士聯邦委員會成員

### 11月4日
- 費利克斯·杜·坦普爾·德拉克魯瓦，法國陸軍上尉和航空先驅

### 11月8日
- 塞萨尔·弗兰克，比利時作曲家和管風琴家

### 11月11日
- 瑪麗-查理斯·大衛·德·梅雷納，法國冒險家，自封為色當國王

- 荷蘭國王威廉三世

### 11月24日
- 老奧古斯特·貝爾蒙特，普魯士出生的金融家

## 12月

### 12月15日
- 坐牛，美洲原住民酋長

### 12月21日
- 約翰娜·路易絲·海伯格，丹麥女演員

### 12月23日
- 阿爾方斯·勒科因特，法國將軍和政治家

### 12月26日
- 海因里希·谢里曼，德國考古學家

### 12月31日
- 潘查·卡拉斯科，哥斯大黎加戰爭女英雄